# 雅克·阿米欧
雅克·阿米约（法語：（法語：[amjo]），1513年—1593年），文艺复兴时期欧洲法国人文主义者。他以翻译古希腊作家的著作而闻名。他最著名的译著是普鲁塔克的《希腊罗马名人传》（1559年），这本译著不仅影响法国文学散文，而且，该书英文转译也为莎士比亚的罗马历史剧提供了历史素材。

## 扩展阅读
- Edition of the works of Amyot from the firm of Didot (25 vols, 1818–1821)（英文）
- Auguste de Belignieres, Essai sur Amyot et les traducteurs français au XVI siècle (Paris, 1851).（英文）